# Josef Matras
Josef Matras (1832-1887) est un comique viennois, acteur et chanteur d'opérette dans la capitale de l'empire austro-hongrois du XIXe siècle.

## Biographie
Josef Matras naît à Vienne le 1er mars 1832 d'un père maître tailleur. Aucun artiste dans l'ascendance de Josef Matras, mais son oncle dirige un hôtel à Vienne et l'engage comme garçon qui rapidement régale la clientèle de ses talents de comique, accentués par un physique qui prête à sourire.
En 1852, à vingt ans, il parcourt l'Autriche dans une troupe de spectacles populaires et joyeux où il chante et joue au comique.
En 1855, il entre au Theater in der Josefstadt, le plus ancien des théâtres de Vienne et fonde avec son ami Johann Fürst leur propre société de chanteurs populaires. Il exerce ensuite ses talents en 1862 au Carltheater, spécialisé dans les pièces folkloriques et les opérettes viennoises. Il acquiert sa popularité en interprétant en 1871 le prince Casimir dans La Princesse de Trébizonde d'Offenbach.
Il forme avec Karl Blasel et Wilhelm Knaack un trio comique très réussi.
Mais en 1882, il est atteint d'une maladie neuropathique qui l'envoie dans un hôpital psychiatrique qu'il ne quittera plus jusqu'à sa mort survenue le 30 septembre 1887.